# Can Montells
Can Montells és una masia del municipi de Cardedeu (Vallès Oriental) protegida com a bé cultural d'interès local.

## Descripció
Aquesta masia és situada a la Vall de la Coma, terreny ric en aigües i bones terres, i enfilada a la part més alta del terreny. Té un barri tancat. La coberta és a dues vessants i el carener de la teulada paral·lel amb la façana. La façana principal té portal dovellat i tres magnífiques finestres conopials al primer pis, característiques del segle xvi, sota les quals pengen labors de pedra en forma d'arquets. A la teulada hi ha una massissa xemeneia. A la part oest hi ha un torricó rodó cobert amb volta d'obra per a la defensa i entre dues finestres un rellotge de sol. A la part de llevant, adossades a la casa hi ha les quadres i porxos, més avall hi ha una gran era enrajolada amb cairons. Com la majoria de masies del Vallès, Can Montells està orientada al migdia.

## Història
Can Montells és la casa més important de Cardedeu, en territori. L'any 1272, en Bernat Montells és esmentat a la "carta de repoblació". Fins a les darreries del segle passat, el cognom Montells figura en la majoria de documents oficials. Segons Pere Comas: "...se sap, de temps més anterior que Ermessendis Montells l'any 1182, i Arnau Montells el 1190 construïren 4 cases pel prior i confrares de la Cofradia de Santa Maria".
Encara el segle xix ens diu Tomàs Balvey que aquesta família tenia preferència al presbiteri i una sepultura en l'església parroquial.